# Vukovar
Vukovar (maďarsky Valkóvár, v srbské cyrilici Вуковар) je město na východě Chorvatska, na břehu řeky Dunaje. Žije zde 26 468 obyvatel a je centrem Vukovarsko-sremské župy, dle počtu obyvatel je ale jejím druhým největším městem, největší jsou Vinkovci. Město se rozvinulo na ústí řeky Vuky do Dunaje. Vukovar je také jeden ze symbolů chorvatské války za nezávislost a jedním z center srbské národnostní skupiny v zemi.

## Dějiny

### Nejstarší dějiny a středověk
Vukovar byl osídlen kontinuálně již v nejstarších dobách. Archeologické průzkumy doložily existenci základů několik tisíc let starých domů. V blízkosti Vukovaru byla popsána tzv. Vučedolská kultura. Kromě toho zde sídlili například i Římané, kteří na břehu Dunaje budovali tábory, jejichž účelem bylo zastavit nájezdy Barbarů na území říše. Když se odsud nakonec Řím stáhl, stala se oblast mezi Dunajem a Sávou místem, o které sváděly těžké souboje různé středověké státy. V té době sem začalo stěhování Slovanů a Avarů. 
V 11. století přes Vukovar prošla křižácká výprava pod vedením Godefroye z Bouillonu.
V roce 1131 je poprvé doložena existence pevnosti Vukovo, jejíž název byl později pomaďarštěn na Vukovár. Rozrůstající se osídlení v podobě podhradí získalo roku 1231 status královského města, centra uherské Vukovské župy, která se rozkládala v oblasti mezi Dunajem a Sávou. Jeho výsady potvrdil roku 1244 uherský král Béla IV. Oblast byla tehdy hustě osídlena, nacházela se zde četná opevnění a řada vesnic. Z církevního hlediska spadalo město pod biskupství Římskokatolické církve v Pécsi v dnešním Maďarsku. V blízkosti Vukovaru vedla v 2. polovině 13. století hranice tzv. Sremského království. Nacházelo se zde několik klášterů, největší aktivitu vykazoval řád Františkánů. Právo pořádat týdenní trhy získal Vukovar v roce 1345.

### Moderní doba
Od roku 1521 byla oblast obsazena Turky, kteří zde setrvali až do roku 1687, do závěru Velké turecké války. Před konfliktem měl Vukovar okolo tří tisíc obyvatel, ne všichni ale byli Turci – žili zde také Slované, někteří z nich byli pravoslavného vyznání. Po stažení Osmanů se do poloprázdného kraje se na počátku 18. století opětovně dosídlili Chorvaté z Hercegoviny a také Srbové. Vzhledem k procesu kolonizace Dolních Uher nicméně do města přišli zájemci všech národností z celého Rakousko-Uherska, nemálo z nich byli Němci (Rakušané). Mnozí přišli i z území dnešní Vojvodiny (přes Dunaj), neboť i když se usadili tam, tak v okolí Vukovaru byla levnější půda. V některých okolních obcích činili až do druhé světové války skoro polovinu obyvatel. Ve městě tak žili (a v okolních obcích tomu tak je dodnes) např. Rusíni nebo Slováci. V roce 1736 koupila šlechtická rodina Eltzů rozsáhlé polnosti v okolí města a až do 20. století se stala jedním z hlavních rodů, které ovlivňovaly podobu Vukovaru.
V roce 1745 bylo rozhodnuto, že se Vukovar stane hlavním městem uherské Sremské župy. Při františkánském klášteru v té době působila po dlouhou dobu škola, která se později přetransformovala v Lidovou školu (chorvatsky Narodna škola). V roce 1891 bylo založeno místní gymnázium, které existuje i na počátku 21. století.
V roce 1840 byla zahájena pravidelná lodní doprava po řece Dunaji do Vukovaru. Od roku 1867 mělo město svojí první tiskárnu a po několik desítek let zde vycházely i regionální Sremské noviny (chorv. Srijemske novine). V roce 1878 byla zprovozněna železnice. Místní nádraží bylo postaveno v uctivé vzdálenosti od středu města a doplněno vlečkou k dunajskému břehu, kde se nacházela stanice Vukovar-Dunavska. Od roku 1909 byl do města zaveden elektrický proud. Na mapách třetího vojenského mapování je nápadný především meandr řeky Vuky blížící se k Dunaji u místní části Priljevo). Právě ten a okolní bažiny znemožňoval městu růst západním směrem a v podstatě jej omezily ve směru k nádraží na úzký pás po břehu řeky Dunaje. Tam rostl tzv. Nový Vukovar, zatímco na druhém břehu řeky Vuky stál ten starý. 

### 20. století
Na přelomu 19. a 20. století již měl Vukovar bohatý kulturní život, působilo tady okolo třiceti různých společenských organizací. Dle sčítání lidu z roku 1910 žilo ve Vukovaru 10 359 obyvatel, z toho 4 125 bylo chorvatské národnosti, 3 502 německé národnosti, 1 592 Srbů a 954 Maďarů.

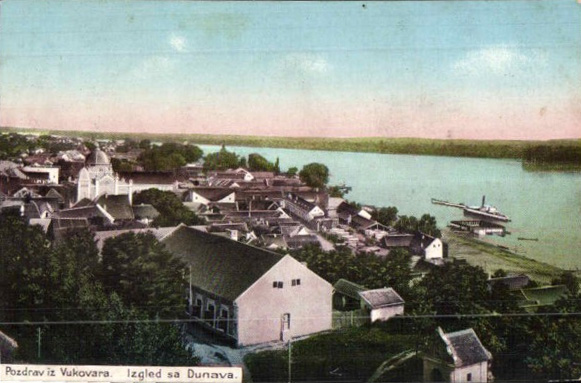
Pohlednice s pohledem na město z roku 1912.

V roce 1920 se ve Vukovaru uskutečnil druhý kongres Komunistické strany Jugoslávie, který probíhal v atmosféře sporů dvou jejích křídel (reformního a revolučního). Kongres odsouhlasil název strany jako komunistické, přihlásil se ke členství v třetí internacionále a přeměně Království Srbů, Chorvatů a Slovinců v sovětskou republiku. Komunistická strana Jugoslávie byla několik měsíců poté jugoslávskou vládou zakázána.
Mezi lety 1922 až 1929 byl Vukovar sídlem Vukovarsko-sremské oblasti, jedné z 33 existujících v Království Srbů, Chorvatů a Slovinců. Oblast zahrnovala historicky nejvýchodnější část chorvatského království, které bylo součástí Jugoslávie. Po roce 1929 bylo město zahrnuto do Drinské bánoviny, jejíž metropolí bylo Sarajevo, a která byla zcela oddělena od bánoviny Sávské, zahrnující většinu území centrálního Chorvatska a Slavonie. Vytvořením bánoviny Chorvatsko byl Vukovar vrácen zpět.
Za druhé světové války bylo město součástí nezávislého státu Chorvatsko; hranice mezi ním a okupovaným Srbskem probíhala řekou Dunajem. Místní Židé a Srbové byli perzekvováni. Po skončení konfliktu bylo místní německé obyvatelstvo vyhnáno. Prázdné domy byly dosídleny lidmi z celé Jugoslávie, do značné míry Srby, ale také i Chorvaty. V roce 1948 měl Vukovar 18 tisíc obyvatel. Půda v okolí města byla v souvislosti s kolektivizací přerozdělena státem, což připravilo o většinu majetků rodiny Eltzů a Paunovićů, které patřily k nejmajetnějším ve městě.
V roce 1931 otevřela společnost Baťa severně od Vukovaru svojí továrnu. V rámci ní bylo zbudováno i sídliště pro dělníky (dnes Borovo Naselje).t Jeho středem byl Dělnický dům. Žili zde i Češi. Po druhé světové válce byla společnost znárodněna a zařazena do celojugoslávské společnosti Borovo. Ve své době se jednalo o největšího výrobce obuvi a gumárenských výrobků na území socialistické Jugoslávie. Firma zaměstnávala okolo dvaceti tisíc lidí a vyrobila dvacet milionů párů bot ročně. Díky Borovu bylo město Vukovar, resp. místní općina, jednou z nejbohatších na území SR Chorvatsko a i celé Jugoslávie. V roce 1990 pracovalo v průmyslu 60 % práceschopného obyvatelstva Vukovaru.
V roce 1965 zasáhla město rozsáhlá povodeň. 
V 60. a 70. letech 20. století zde vznikla řada budov typické jugoslávské architektury 2. poloviny 20. století, mezi které patří např. hotel Dunaj v samotném středu města.
Ekonomický kolaps země v 80. letech se odrazil i ve Vukovaru. Stále častější byly stávky, které zasahovaly téměř všechny kraje bývalé Jugoslávie a nevyhnuly se ani podniku Borovo. Dělníci požadovali růst mezd, jejichž reálná hodnota vzhledem k vysoké inflaci stále klesala. V letech 1987 a 1988 dělníci společnosti Borovo protestovali také ve svazové metropoli Bělehradě, kde požadovali mimo jiné i rozšíření práv z hlediska samosprávy pracujících.
Rozpad Jugoslávie měl ve Vukovaru, stejně jako v celé východní Slavonii, resp. Sremu, značnou odezvu. Průmyslové město, které bylo geograficky blíže k metropoli Bělehradu, než k republikovému centru v Záhřebu, navíc s značným podílem srbského obyvatelstva, bylo jedním z prvních míst, kde vypukly střety ještě před rozpadem státu. V dělnické kolonii Borovo Selo při továrně gumárenského podniku proběhly první přestřelky již dne 2. května 1991. Srbští vzbouřenci později začlenili Vukovar do tzv. Republiky Srbská Krajina. Pro tento útvar byl Vukovar také největším městem, ačkoliv vláda RSK sídlila v Kninu na území Dalmácie.

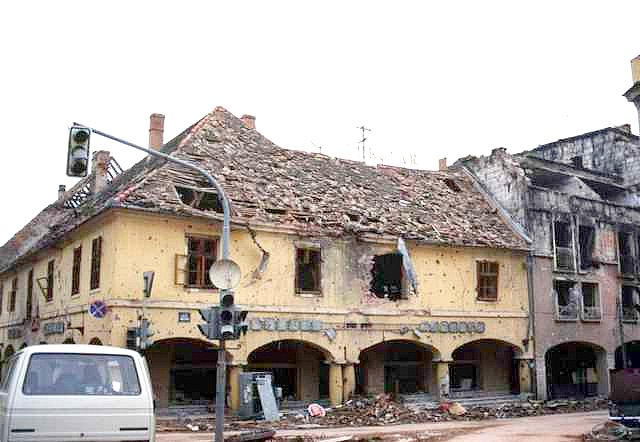
Město v roce 1991 během chorvatské války za nezávislost.

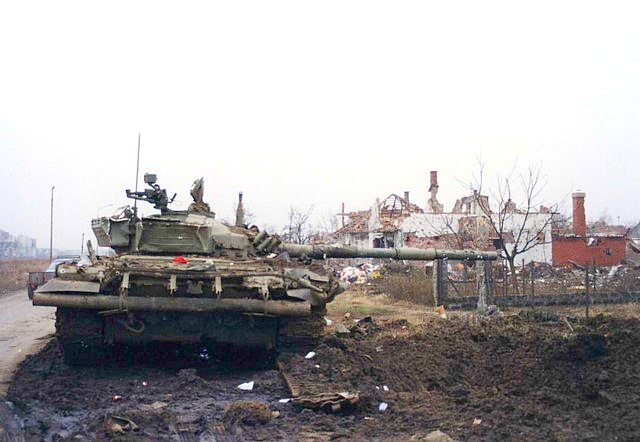
Zničený tank v ulicích Vukovaru.

Město bylo silně poškozeno během Chorvatské války za nezávislost. Většina bojů se odehrála na podzim roku 1991. Vukovar se stal místem rozsáhlé bitvy, velké operace Jugoslávské lidové armády. Ačkoliv jugoslávské vojsko Vukovar dokázalo dobýt, nestalo se tak bez rozsáhlého ničení a značných ztrát na životech. Stopy válečných škod byly patrné ještě řadu let až desítek let po skončení války. Chorvatská státní komise pro zhodnocení válečných škod odhadla celkové materiální škody ve výši 9,5 miliardy kun (33,5 miliardy korun). 
Od roku 1996 do roku 1998 byl Vukvar pod správou UNTAES
Po reintegraci do Chorvatska v roce 1998 byl Vukovar rekonstruován vysokými náklady chorvatským státem. Jen škody na bytovém fondu dosahovaly několik tisíc bytů; opravovány byly postupně v letech 1997 až 2012. Město bylo občas titulováno jako Symbol odporu, Město hrdina apod. V roce 2010 město navštívil tehdejší srbský prezident Boris Tadić a za válečné škody a utrpení se chorvatskému státu omluvil.

### 21. století
Etnické rozdělení mezi chorvatským a srbským obyvatelstvem je patrné i několik desítek let po skončení konfliktu; podle vyučovacího jazyka (chorvatského nebo srbského) jsou rozdělené školy, zábavní podniky, často dochází k incidentům mezi oběma komunitami. Spolu se špatnou hospodářskou situací regionu, nezaměstnaností a odchodem mladých lidí do větších měst vnímají Vukovarané negativně právě segregaci na školách, dále poté politizaci významu města v chorvatské válce za nezávislost. V samotném Chorvatsku byl Vukovar vnímán právě za její symbol; řada ulic v chorvatských městech byla pojmenována po městu Vukovar. Jihovýchodně od města se nachází monumentální hřbitov obětí války. Ekonomická situace byla dlouhá léta velmi špatná, míra nezaměstnanosti se Vukovaru se pohybovala okolo čtyřiceti procent a z města odcházeli lidé do větších center Chorvatska. Kromě války byl důvodem i proces deindustrializace a přetrhání hospodářských vazeb se sousední Vojvodinou. V roce 2007 se město pokusilo situaci zlepšit založením průmyslové zóny a přilákáním zahraničních investorů prostřednictvím různých pobídek a výhod. V roce 2019 bylo město nicméně i přes veškeré úsilí v tomto směru klasifikováno jako jedna ze tří nejslaběji rozvinutých municipalit v Chorvatsku. Válka a dramatická transformace ekonomiky znamenala konec velkých společností (např. Borovo), které za socialismu zaměstnávaly tisíce lidí.
Na konci roku 2012 a začátku roku 2013 vzbudila značné emotivní reakce snaha zavést ve Vukovaru nápisy vedle latinky také v cyrilici (srbské). Důvodem je skutečnost, že Srbové podle sčítání lidu z roku 2011 představují 34,87 % obyvatelstva a podle chorvatských zákonů má každá menšina, která představuje více než 1/3 obyvatel daného sídla, nárok na umístění nápisů ve svém jazyce. Vzhledem k významu Vukovaru během Války v Chorvatsku a postavení srbské menšiny se k problému vyjadřovaly různé subjekty, mnohdy i emotivně. V Záhřebu i Vukovaru se konaly demonstrace, kterých se účastnili především veteráni válek z 90. let 20. století, objevily se návrhy odsunout zavedení cyrilice na místních nápisech až o 10 let (uvalení moratoria) apod.

## Obyvatelstvo
|                                                 | Počet obyvatel města Vukovaru v průběhu let | Počet obyvatel města Vukovaru v průběhu let | Počet obyvatel města Vukovaru v průběhu let | Počet obyvatel města Vukovaru v průběhu let | Počet obyvatel města Vukovaru v průběhu let | Počet obyvatel města Vukovaru v průběhu let | Počet obyvatel města Vukovaru v průběhu let | Počet obyvatel města Vukovaru v průběhu let | Počet obyvatel města Vukovaru v průběhu let | Počet obyvatel města Vukovaru v průběhu let | Počet obyvatel města Vukovaru v průběhu let | Počet obyvatel města Vukovaru v průběhu let | Počet obyvatel města Vukovaru v průběhu let | Počet obyvatel města Vukovaru v průběhu let | Počet obyvatel města Vukovaru v průběhu let | Počet obyvatel města Vukovaru v průběhu let |
| ----------------------------------------------- | ------------------------------------------- | ------------------------------------------- | ------------------------------------------- | ------------------------------------------- | ------------------------------------------- | ------------------------------------------- | ------------------------------------------- | ------------------------------------------- | ------------------------------------------- | ------------------------------------------- | ------------------------------------------- | ------------------------------------------- | ------------------------------------------- | ------------------------------------------- | ------------------------------------------- | ------------------------------------------- |
| rok                                             | 1857                                        | 1869                                        | 1880                                        | 1890                                        | 1900                                        | 1910                                        | 1921                                        | 1931                                        | 1948                                        | 1953                                        | 1961                                        | 1971                                        | 1981                                        | 1991                                        | 2001                                        | 2011                                        |
| první řádek obsahuje tisíce, druhý zbytek počtu | 7 070                                       | 8 050                                       | 8 741                                       | 9 494                                       | 9 719                                       | 10 359                                      | 10 242                                      | 10 862                                      | 17 223                                      | 18 705                                      | 23 740                                      | 36 813                                      | 39 898                                      | 44 639                                      | 30 126                                      | 26 468                                      |
|                                                 |                                             |                                             |                                             |                                             |                                             |                                             |                                             |                                             |                                             |                                             |                                             |                                             |                                             |                                             |                                             |                                             |

Dle sčítání lidu z roku 2011 žilo ve Vukovaru 26 488 obyvatel, což z něj činí druhé největší město Vukovarsko-sremské župy. Většina obyvatelstva jsou dle deklarované národnosti Chorvaté (57,37 %), poté Srbové (34,87 %) a Maďaři. Malým podílem jsou zastoupeny i další národnosti z bývalé Jugoslávie.
Počet obyvatel Vukovaru dlouhodobě klesá a to ze dvou důvodů; jednak se jedná o odliv práceschopného obyvatelstva a jednak o vymírání města. Průměrný věk Vukovaranů setrvale roste. V období let 2000 až 2015 se do města přistěhovalo cca 10 tisíc lidí, vystěhovalo se nicméně více než třináct tisíc osob.

## Kultura a kulturní památky

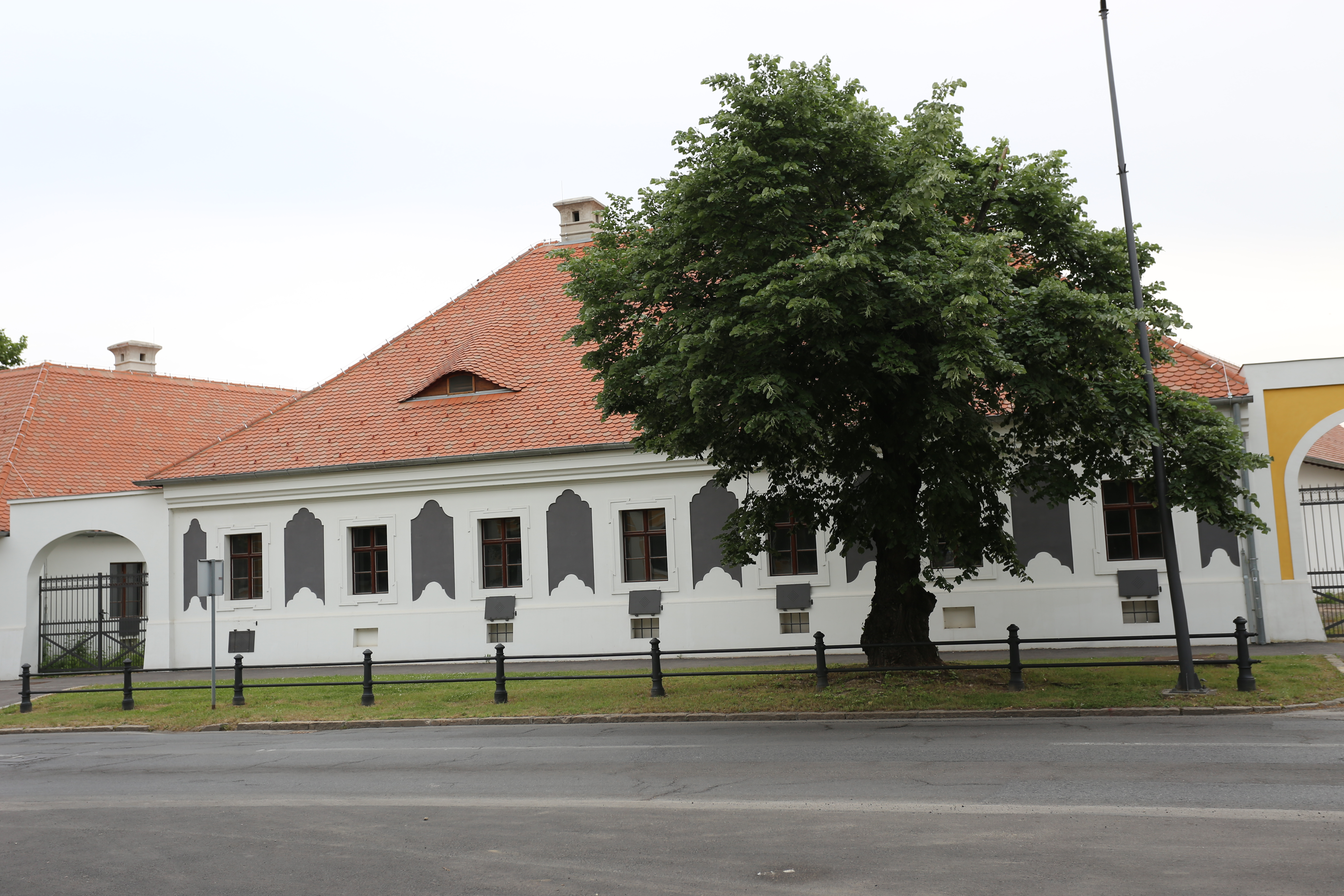
Obnovená budova ve Vukovaru.

Vukovar je považován za město, které má barokní historické jádro. Mezi řadou místních kulturních památek, které jsou zajímavé nejen z historického hlediska, ale také jsou i turisticky atraktivní, patří např. zámek šlechtické rodiny Eltzů, který byl vybudován v 18. století. Dnes v něm sídlí muzeum Vukovaru. V centru města stojí řada barokních domů, včetně františkánského kláštera. V rámci něj existuje muzeum věnované uvedenému řádu. Zachován je rovněž i rodný dům nositele Nobelovy ceny, Lavoslava Ružičky a župní palác bývalé uherské Sremské župy. Moderní vodárenská věž, která byla poničena během bitvy o Vukovar, byla ponechána jako symbol konfliktu s válečnými škodami. Později byla i rekonstruována a stala se muzeem. Město je rovněž i cílem turistů jako jeden ze symbolů války. Tu připomíná Pamětní centrum Vukovar (chorvatsky Memorijalni centar Vukovar). 
- Bývalý dělnický dům (chorvatsky Radnički dom), který vznikl přestavbou Grand Hotelu z poslední dekády 19. století.
- Palác/Sídlo Sremské župy z 70. let 18. století.
- Budova pošty z druhé poloviny 18. století.

Mezi církevní objekty ve Vukovaru patří pravoslavný kostel sv. Mikuláše (po válce obnovený), římskokatolický kostel s již zmíněným přilehlým františkánským klášterem, nebo Kaple svatého Rocha. Budova synagogy, kterou město dokončilo v roce 1889 byla zničena během druhé světové války v roce 1941.
V blízkosti Vukovaru se nachází archeologické naleziště Vučedol. Jemu se věnuje i Muzeum vučedolské kultury, které bylo zřízeno v rámci obnovy města po chorvatské válce o nezávislost.

### Kulturní akce
Ve Vukovaru se konají každoročně pravidelně tyto kulturní akce:
- Filmový festival Vukovar, pořádaný pravidelně od roku 2007. Vukovar je jediným městem na řece Dunaji, kde se akce takového formátu koná.
- Jarní dětský festival loutkového divadla

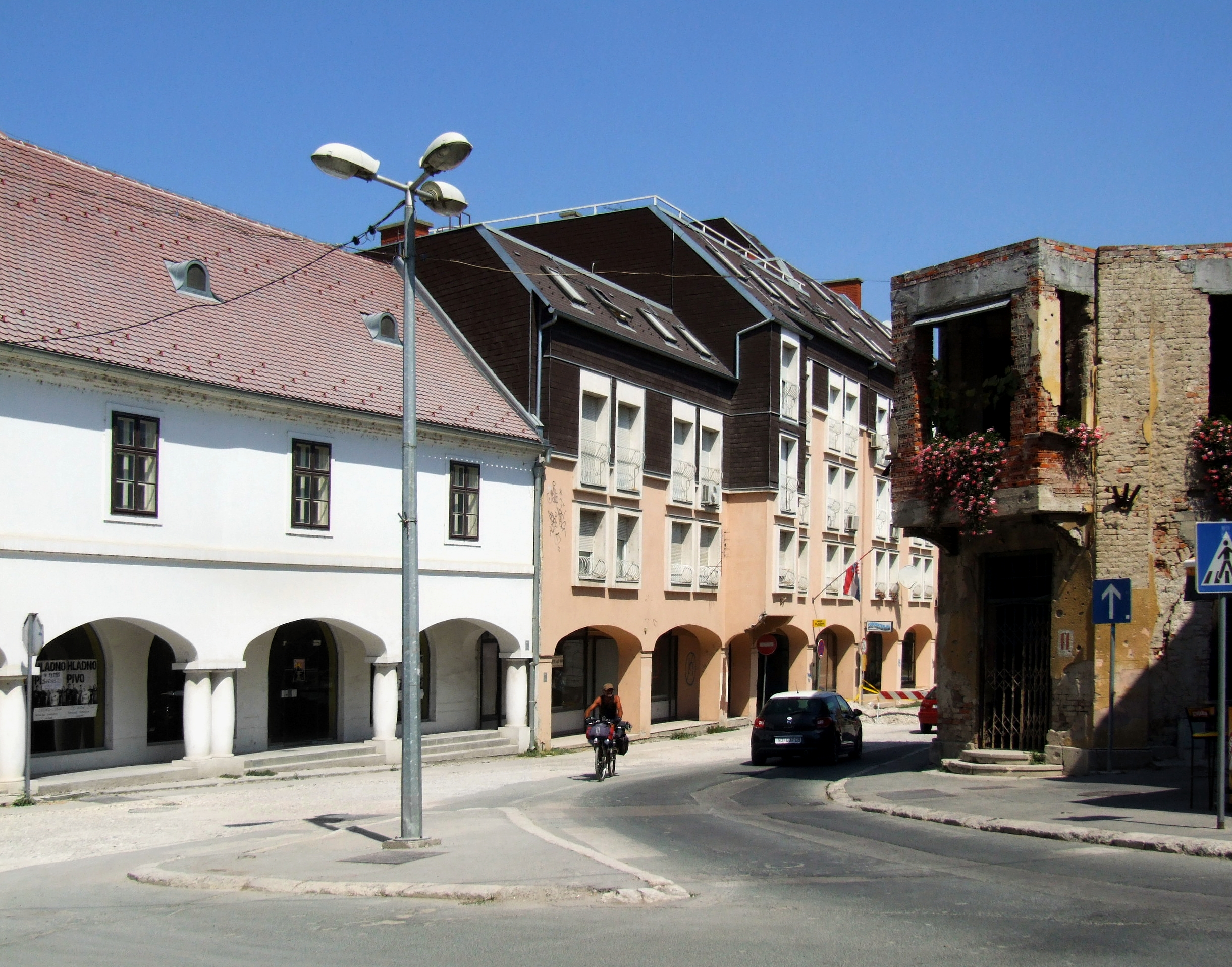
Střed města
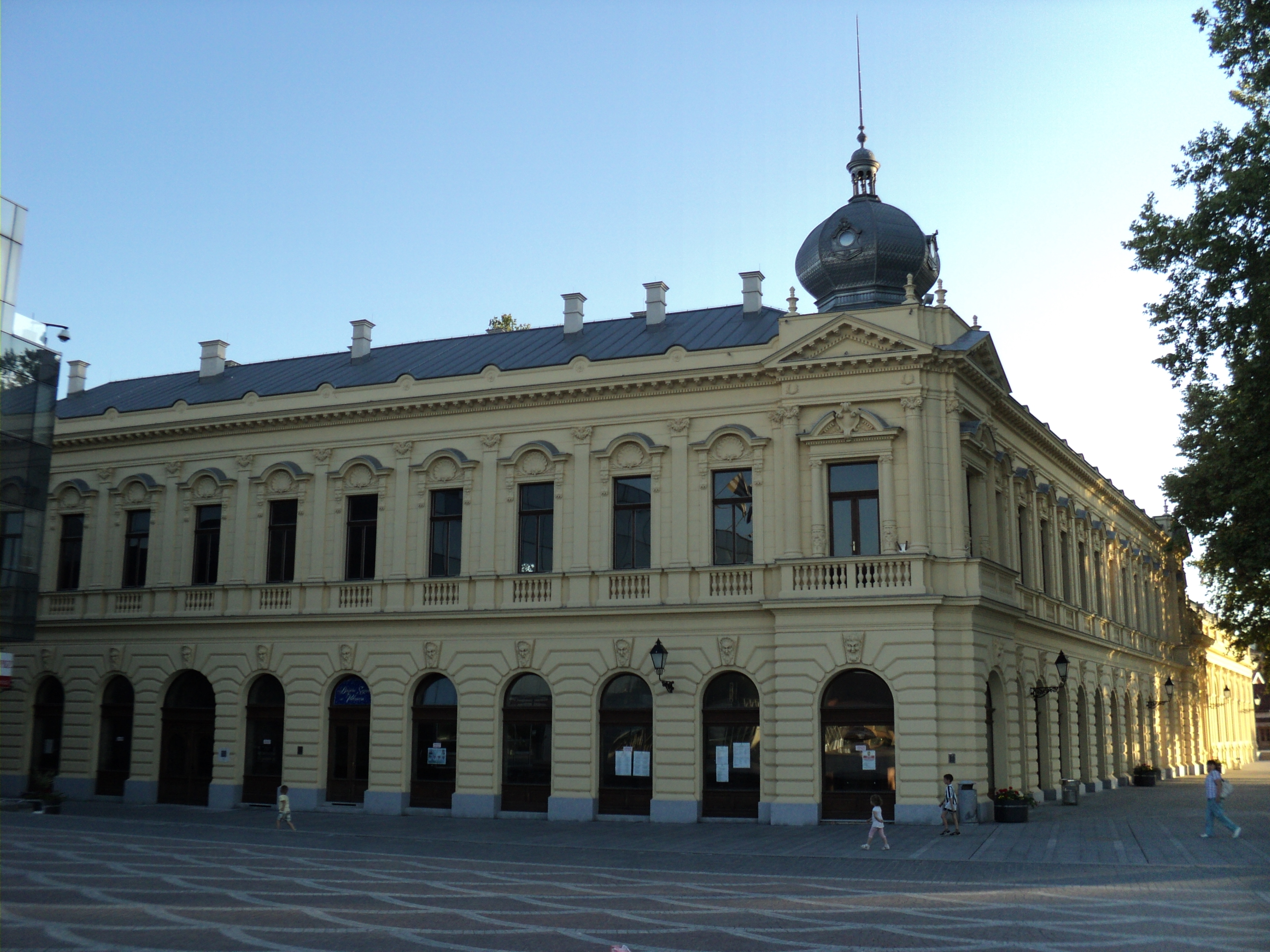
Bývalý dělnický dům
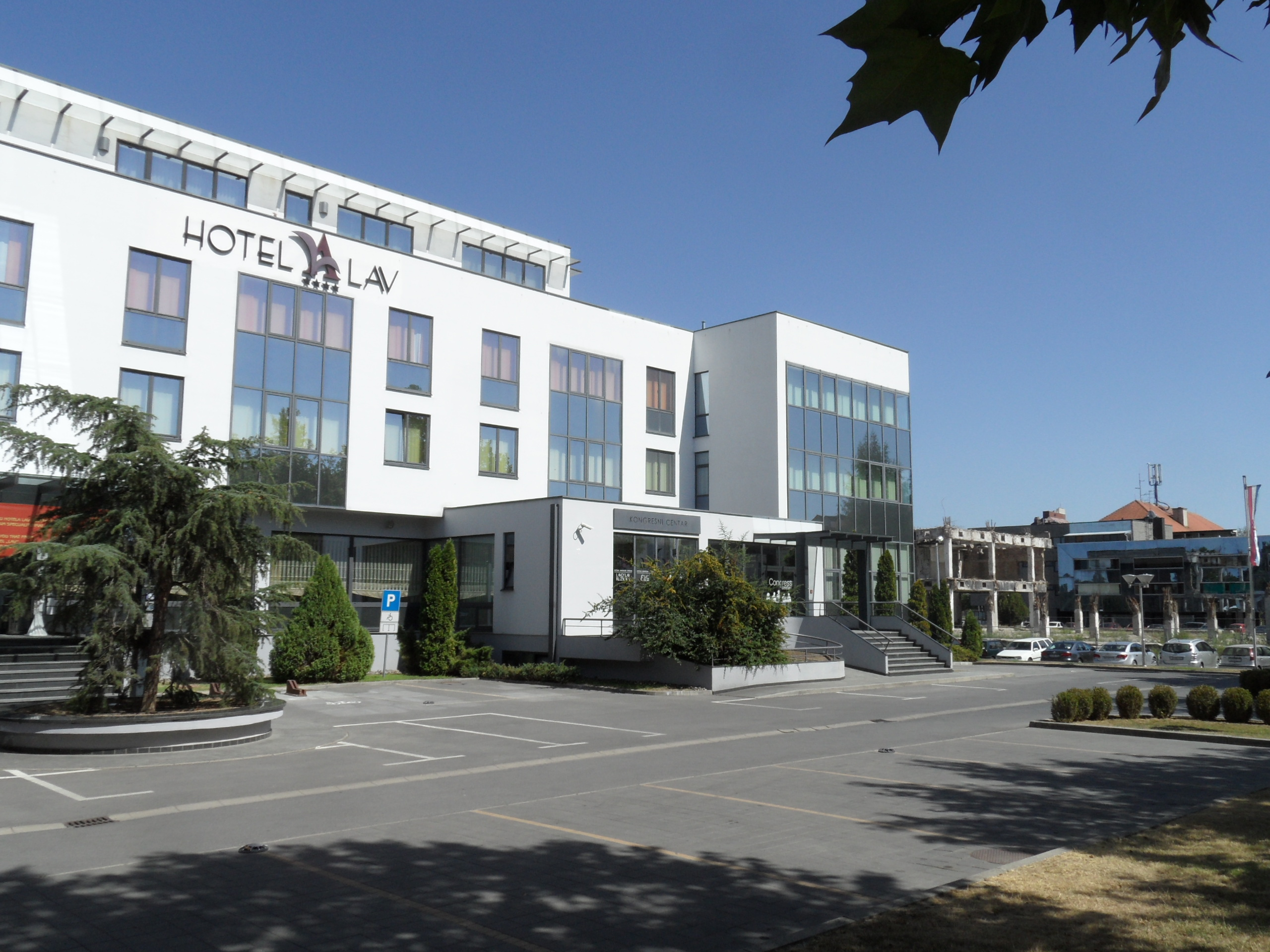
Hotel Lav
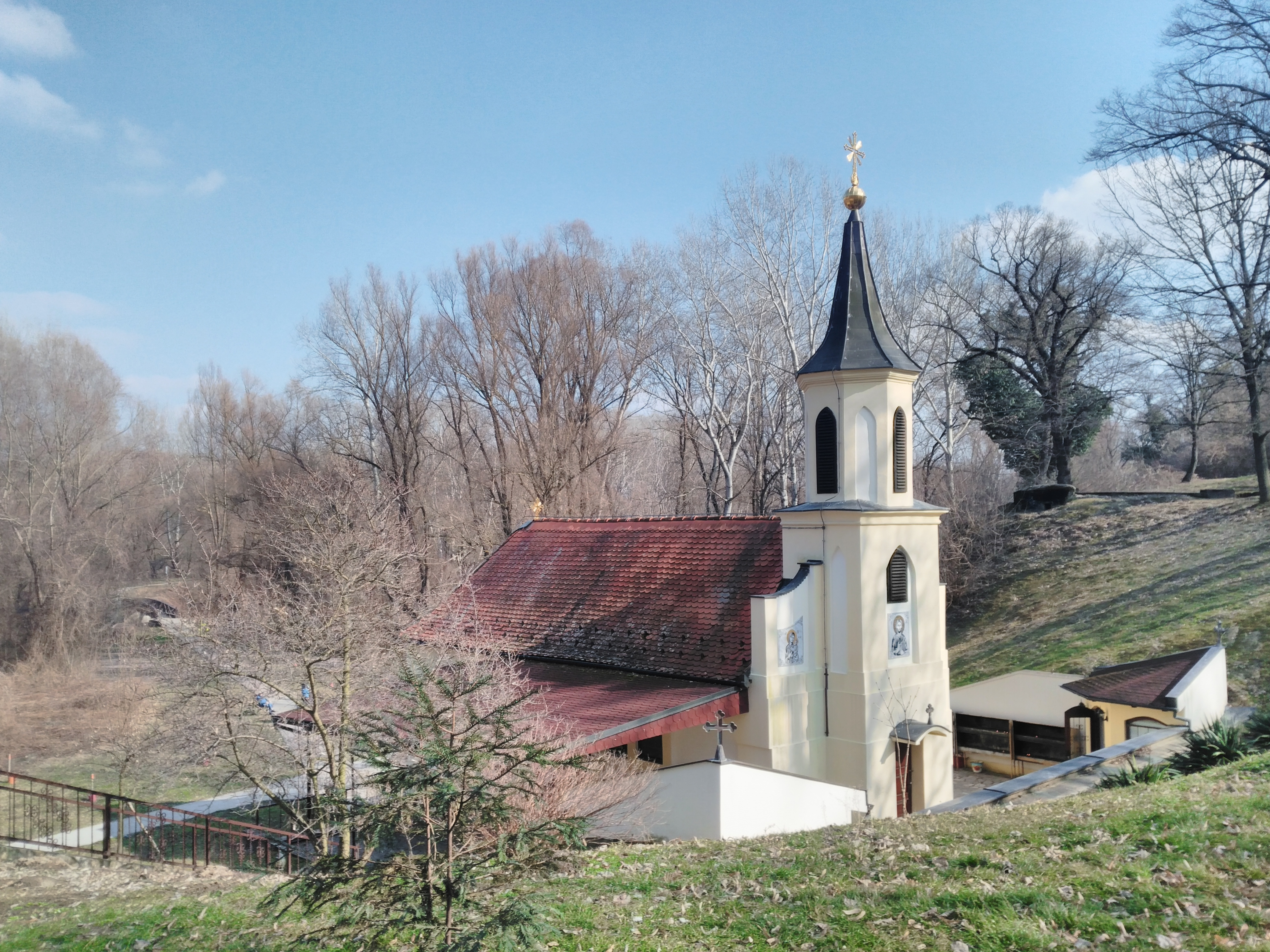
Pravoslavný chrám sv. Petky
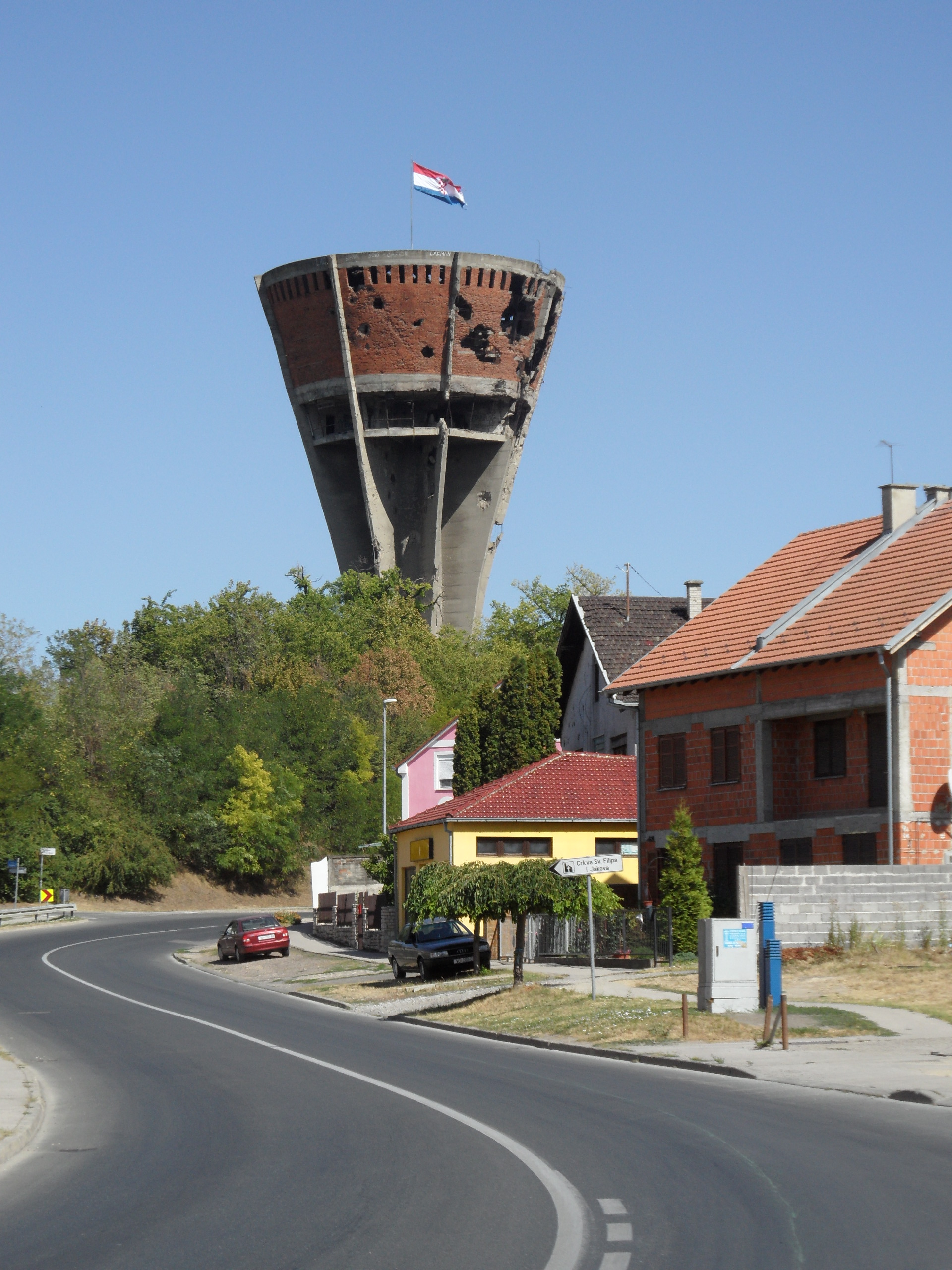
Vodárenská věž
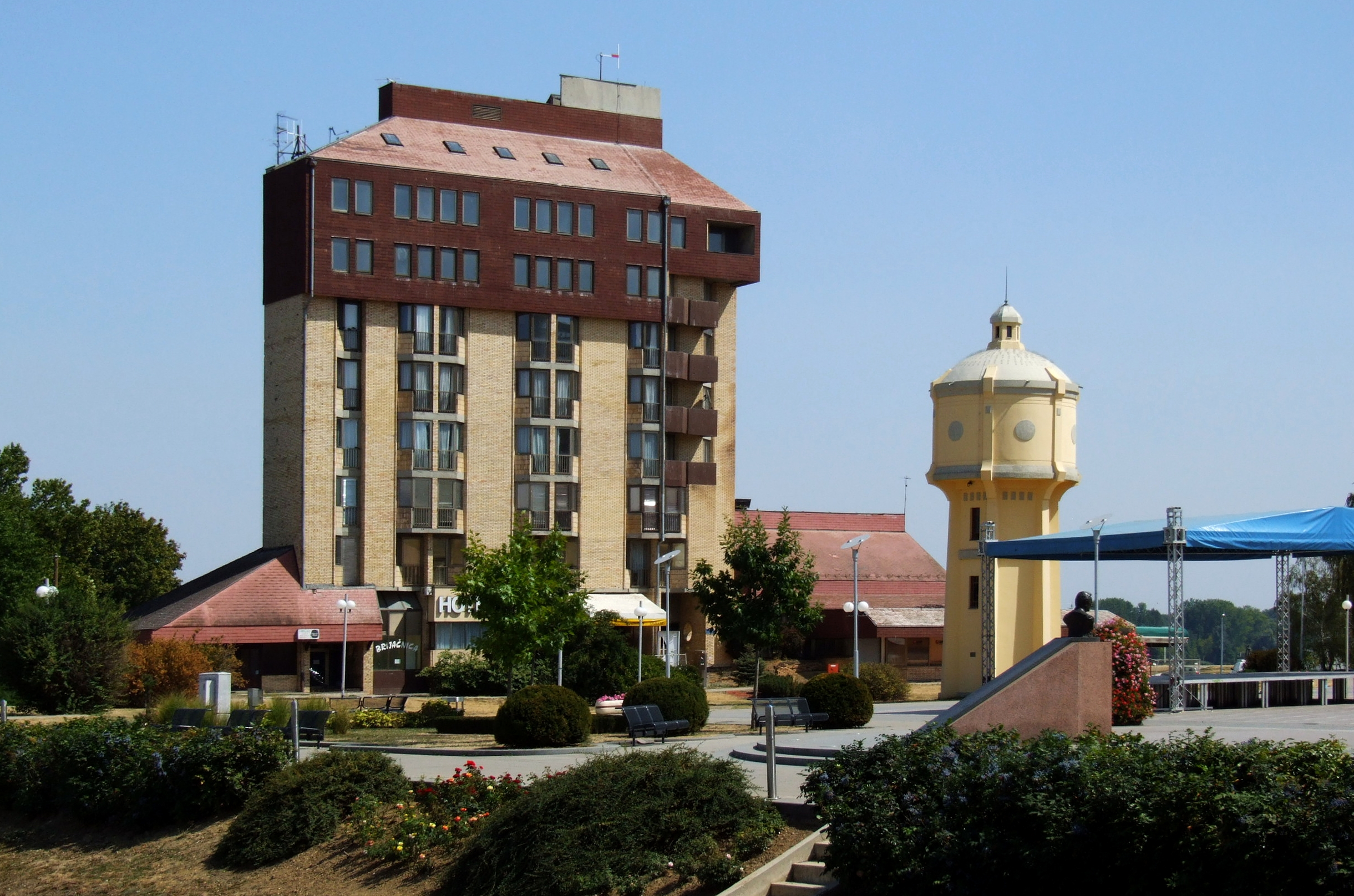
Náměstí Franjo Tuđmana
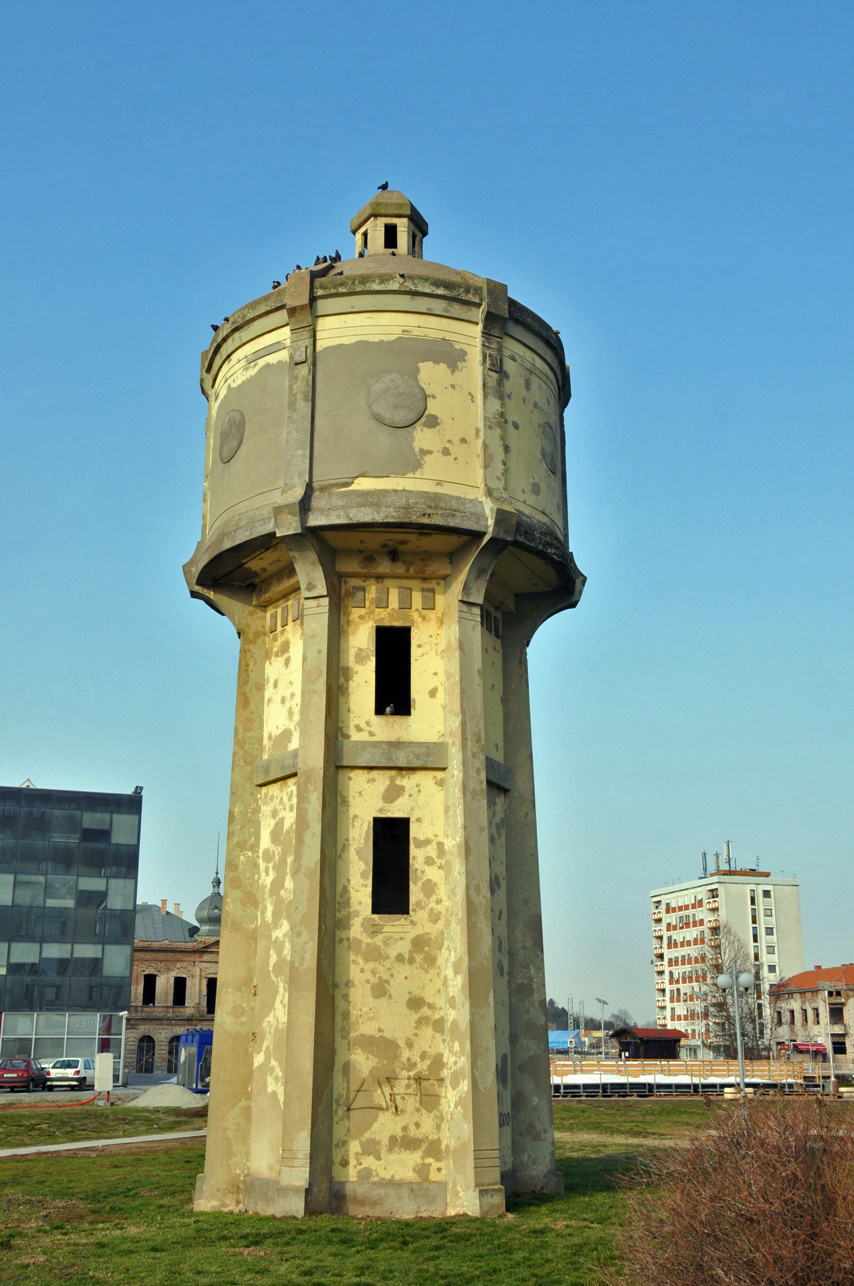
Historická vodárenská věž
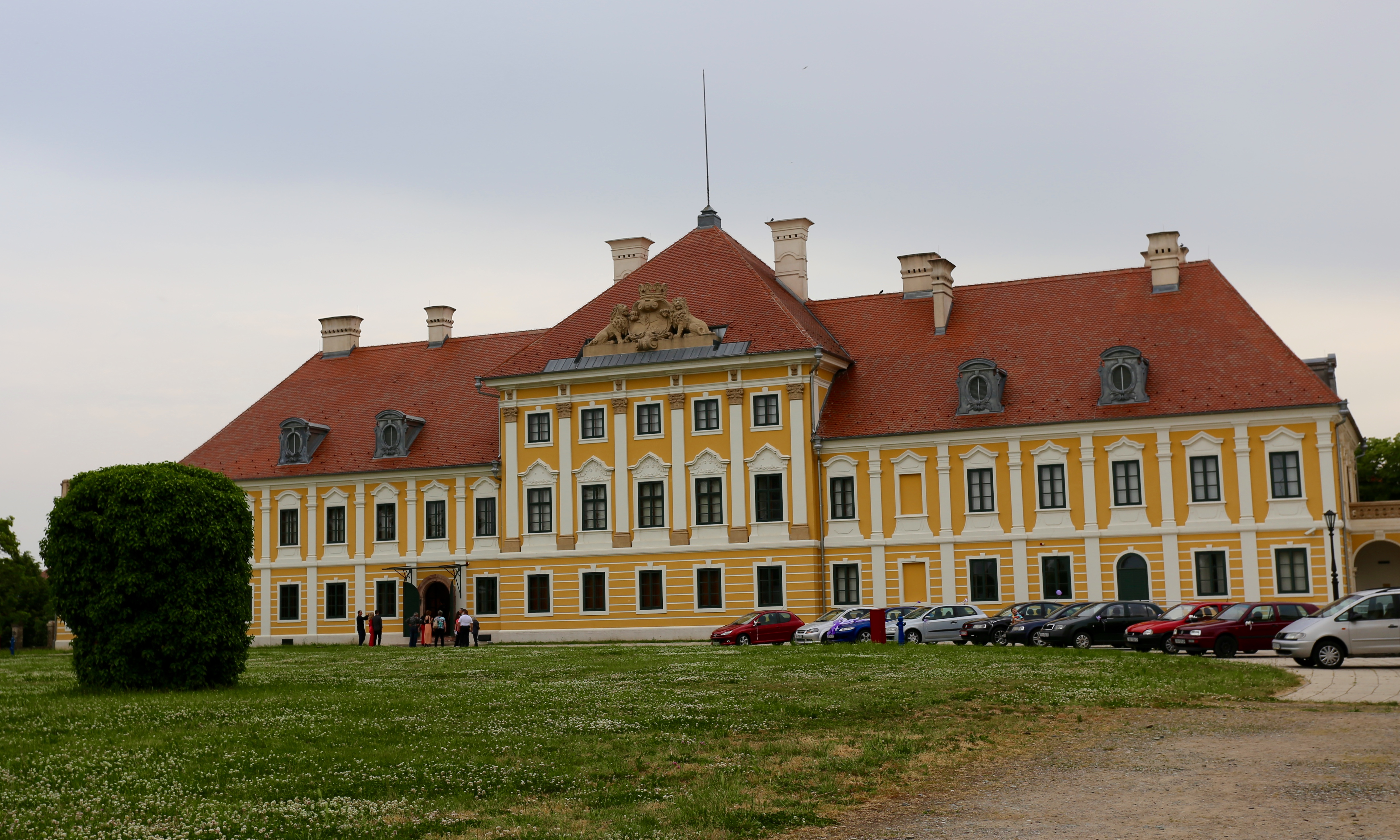
Palác Eltzů
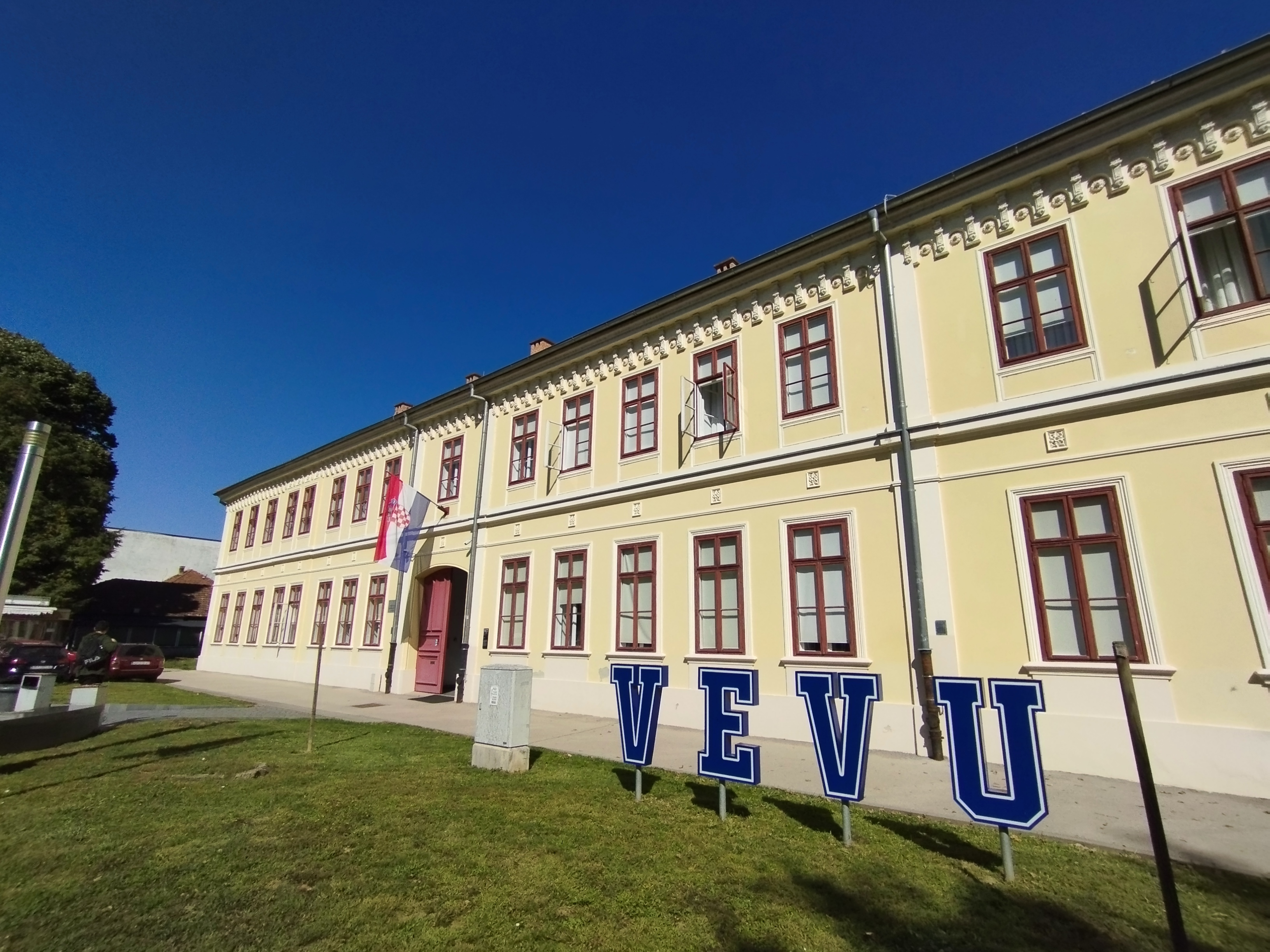
Škola Lavoslava Ružičky ve Vukovaru

## Životní prostředí a příroda
Větší a rozsáhlejší zelené plochy tvoří lužní les na břehu řeky Dunaje a potom okolo řeky Vuky. Lesopark Adica je dostupný z centra města. Na Dunaji se nachází několik zalesněných ostrovů (Vukovarska ada , Orlovnjak) a další.

## Administrativní dělení
Město Vukovar se dělí na místní části: Trpinjska cesta, Borovo Naselje, Mitnica, Petrova gora, Sajmište, Supoderica, Lužac, Budžak, Priljevo, Olajnica a Centar. Pod Vukovar spadají i obce Lipovača, Sotin a Grabovo.

## Ekonomika

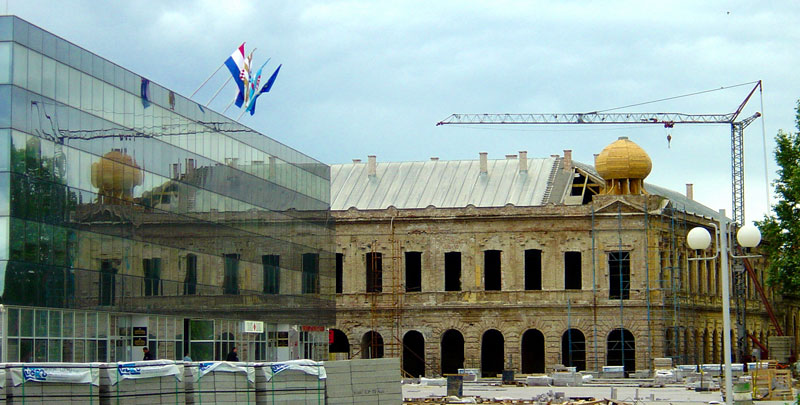
Obnova města v roce 2005.

Mezi zastoupená ekonomická odvětví ve Vukovaru patří zemědělství, obchod, vinařství, potravinářský průmysl, textilní průmysl, stavební průmysl, výroba obuvi a turistika. Dominantní roli měl až do rozpadu Jugoslávie podnik Borovo. Velké škody způsobila válka, značný dopad měla ale také i privatizace a obecně trendy v ekonomických změnách přelomu 20. a 21. století.
Ekonomické oživení umožnila nejen poválečná obnova. Díky tomu v místní průmyslové zóně vznikly v letech 2012 až 2016 nové továrny[zdroj?] a také se zvýšil objem dopravy v místním přístavu na dunajském břehu.

## Doprava

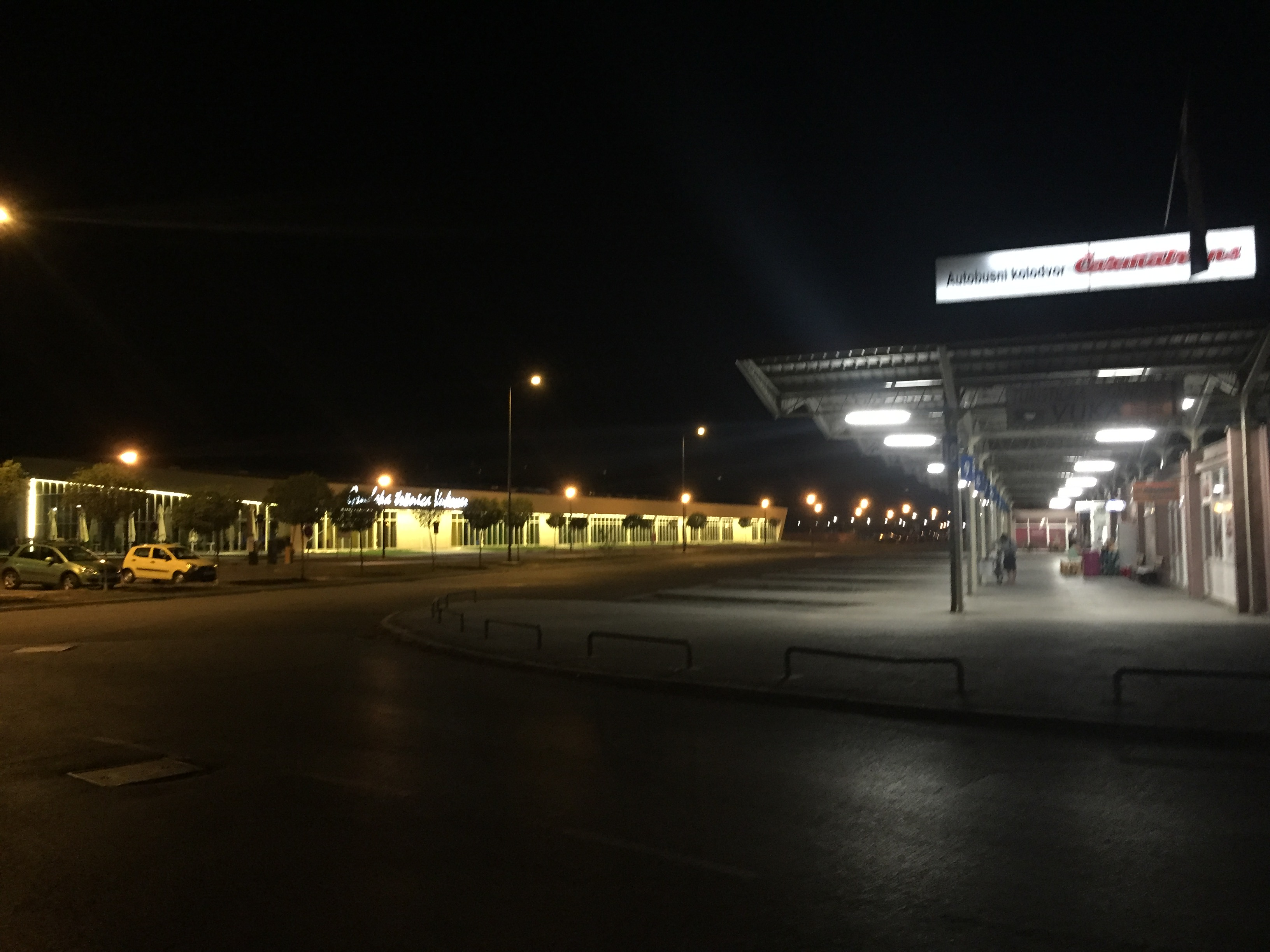
Autobusové nádraží ve Vukovaru.

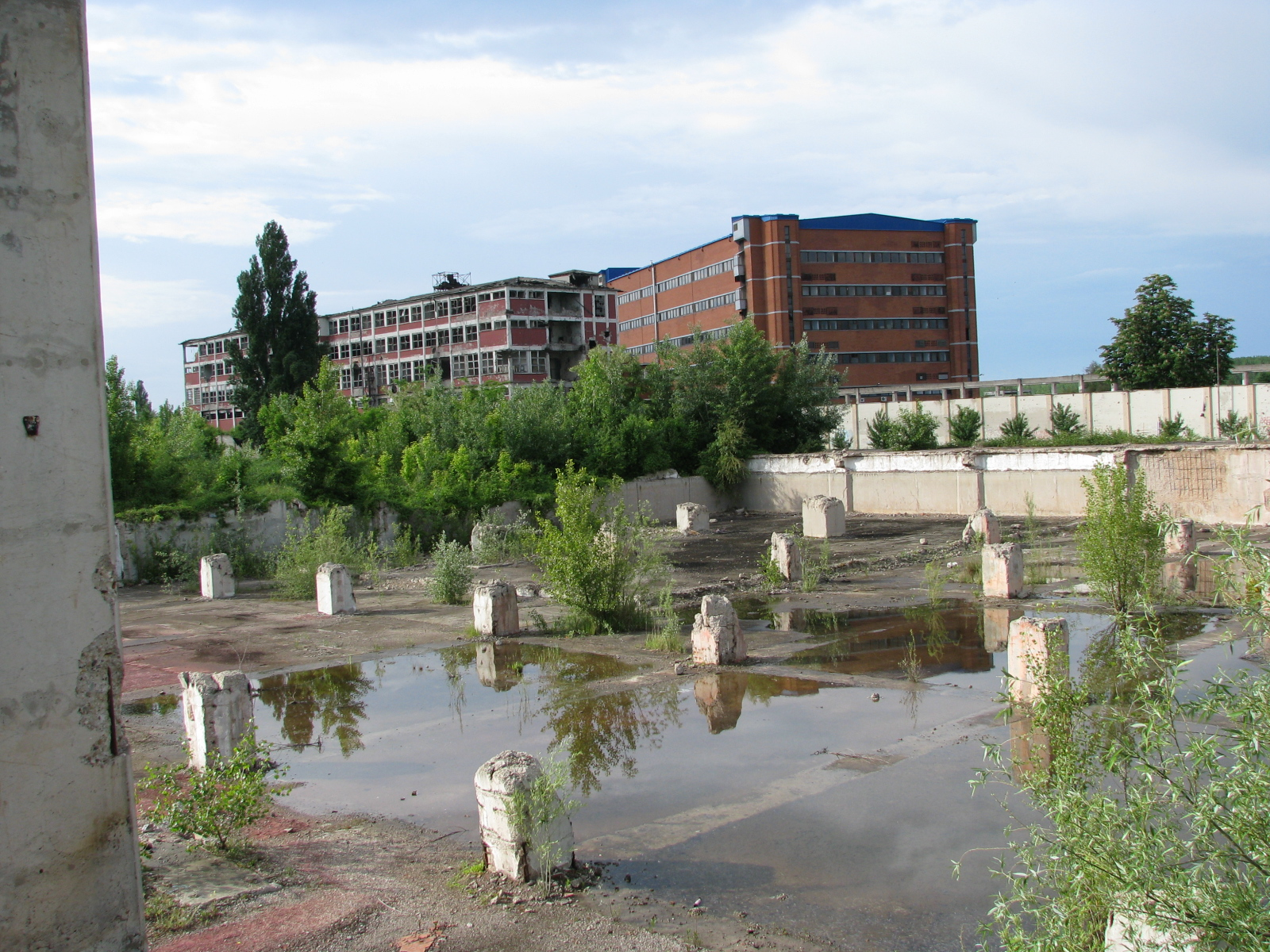
Areál bývalé továrny Borovo.

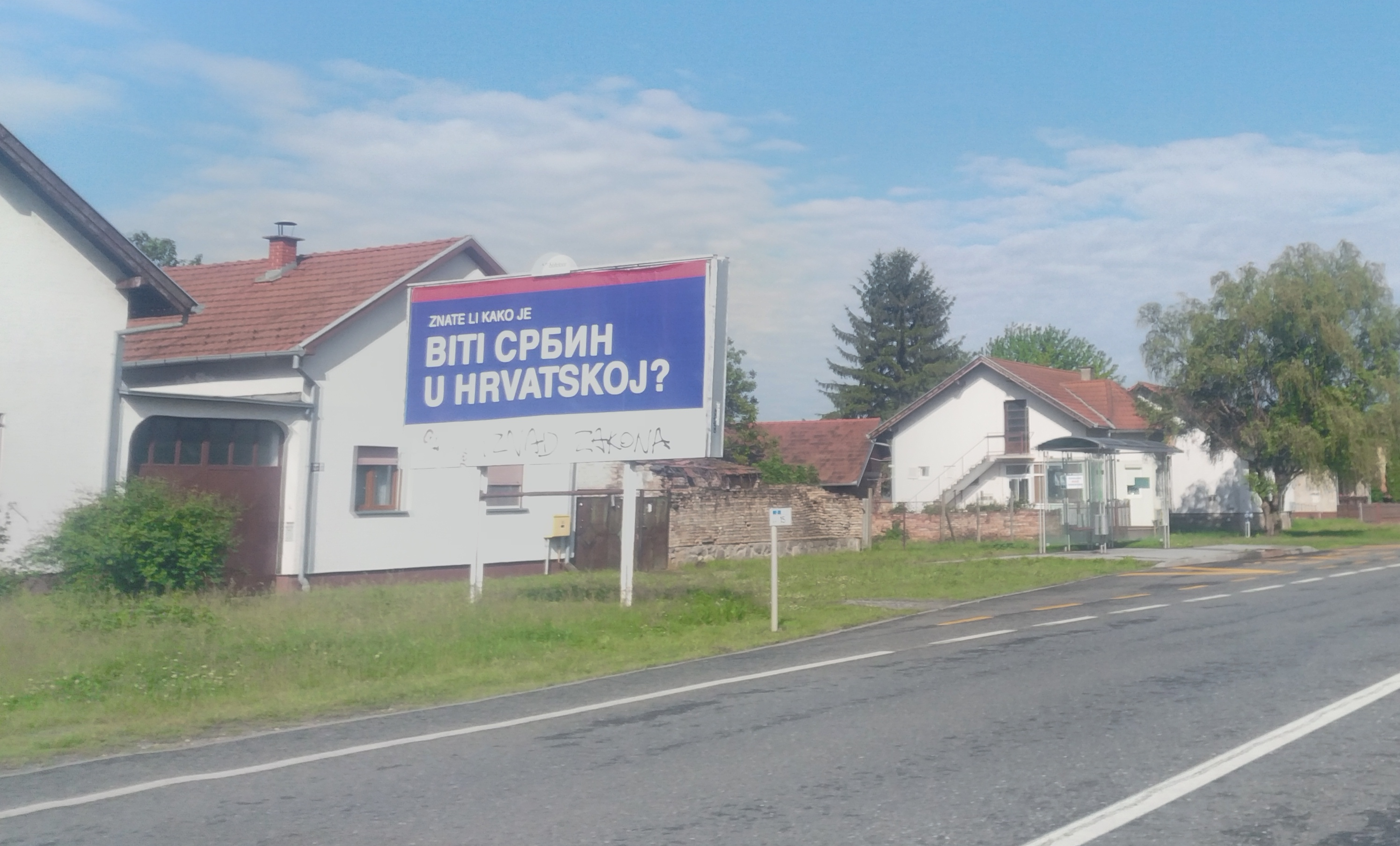
Plakát nezávislé demokratické srbské strany v roce 2019.

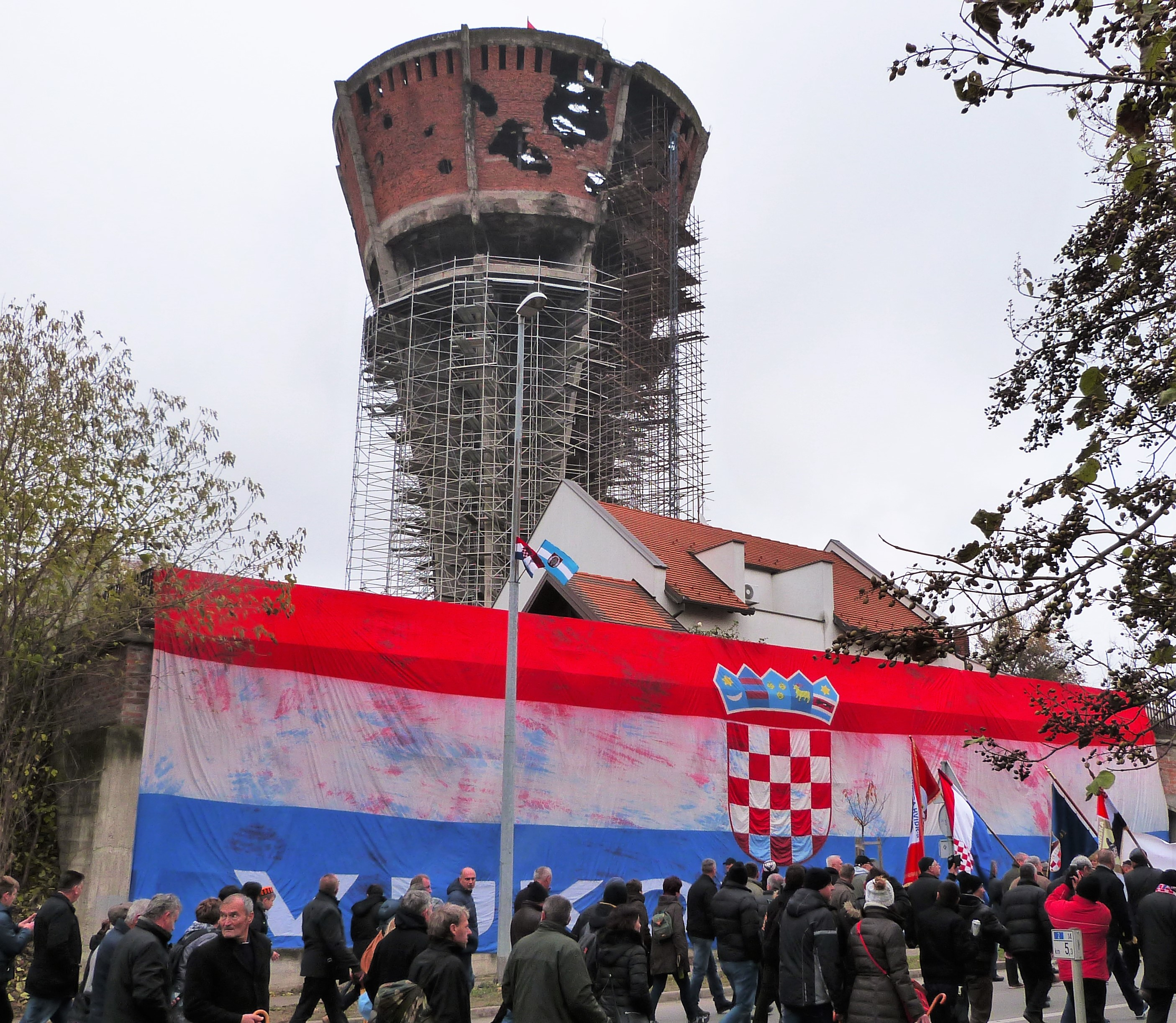
Vzpomínková akce v roce 2017.

Vukovarem prochází několik regionálně významných silnic, např. silnice D2 do Iloku (jih) a Osijeku (sever), dále silnice D57 do Lipovace a silnice D55 do Vinkovců. Do Vukovaru nevede žádná dálnice. Dunaj zde není přemostěn, nejbližší most pro cestu směrem do západní Vojvodiny se nachází u obce Erdut.
Do Vukovaru směřují dvě železniční trati, a to z nedalekého města Vinkovci od západu a do vesnice Dalj dále na sever. Nádraží (stanice Priljevo) se nachází severozápadně od středu města.
Přístav Vukovar se nachází na říčním kilometru 1335 a je posledním přístavem na chorvatské straně Dunaje před Srbskem. Dlouhý je 850 m, přístupný je bez ohled na výši vody na Dunaji. V roce 2011 bylo přístavem odbaveno 295 199 tun zboží. Přepravuje se tudy především kontejnerová doprava.

## Školství
Ve Vukovaru je provozováno celkem 7 základních škol, pět škol středních (včetně jednoho gymnázia), některé studijní obory chorvatských univerzit (např. Univerzity ve Splitu nebo Univerzity v Osijeku) jsou dislokované ve Vukovaru.

## Média
Ve Vukovaru působí dvě radiostanice, a to Hrvatski radio Vukovar a Radio Dunav. Druhá uvedená stanice vysílá pro srbské obyvatelstvo. Jednou za 14 dní vychází ve Vukovaru místní noviny, periodicky vychází potom několik menších titulů. Ze studia ve Vukovaru se vysílá program Kronika Slavonije, Baranje a Zapadnog Srijema, kterou podporuje Rádio a televize Vojvodiny (RTV).

## Konzuláty
Ve Vukovaru se nachází konzulát Srbska.

## Sport
Hlavními sportovními objekty ve městě jsou: Sportovní hala Borovo s kapacitou 3000 lidí, která byla zbudována pro mezinárodní šampionát ve stolním tenise, stadion týmu FC Vukovar '91 a rekreační centrum Lijeva Bara s halou pro bojová umění. V roce 2017 byl otevřen ve Vukovaru nový plavecký bazén. V roce 2021 vydala místní radnice na podporu sportu 23 milionů chorvatských kun.
Místní sportovní týmy zaznamenaly úspěchy předně v basketbalu, volejbalu a atletice. Místní veslařský klub byl založen v roce 1912, ženský volejbalový tým v roce 1962. Sportovní letectví a motokros nemají své sportovní zastoupení od začátku chorvatské války za nezávislost.
Gymnastická společnost Vukovar (chorvatsky Gimnastičko društvo Vukovar) působí ve městě v nové době, svoji tradici však převzala od předchozí společnosti Partizan a ta ještě od staršího sremského Sokola.

## Významné osobnosti
- Lavoslav (Leopold) Ružička – chemik s českými kořeny, nositel Nobelovy ceny za chemii (1939)
- Siniša Glavašević – novinář
- Károly Unkelhäusser – maďarský politik
- Marko Babić – chorvatský voják
- Zoran Bognar – srbský básník
- Dražen Bošnjaković – chorvatský politik
- Aleksandar Čavrić – srbský fotbalista
- Saša Drakulić – srbský fotbalista
- Jakob Eltz – německý šlechtic a člen chorvatského parlamentu
- Jovan Gavrilović – srbský politik
- Dinko Jukić[25] – plavec
- Mirna Jukić[25] – plavkyně
- Damir Kreilach – chorvatský fotbalista
- Milan Mačvan – srbský basketbalista
- Damir Martin[25] – chorvatský veslař
- Tomislav Merčep – chorvatský politik obviněný za válečné zločiny za chorvatské války za nezávislost
- Predrag Matić – chorvatský politik
- Siniša Mihajlović – srbský fotbalista
- Tomislav Mikulić – chorvatský fotbalista
- Ante Miše – chorvatský fotbalista
- Petar Mlinarić – chorvatský poslanec
- Josip Mrzljak – varaždinský biskup
- Zaharije Orfelin – srbský básník
- Pavao Pavličić – chorvatský spisovatel
- Blago Zadro – generál chorvatské armády
- Dario Zahora – chorvatský fotbalista
- Adam Tadija Blagojević – v Maďarsku působící spisovatel
- Sandra Paović[25] – paralympistka, stolní tenistka

### Dlouholetí obyvatelé
- Blago Zadro, generálmajor in memoriam Chorvatských pozemních sil

## Partnerská města
- Bač, Srbsko
- Dubrovník, Chorvatsko
- Sinj, Chorvatsko
- Trogir, Chorvatsko
- Bački Petrovac, Srbsko
- Sarajevo, Bosna a Hercegovina
- Mostar, Bosna a Hercegovina
- Dugopolje, Chorvatsko
- Škabrnja, Chorvatsko
- Makarska, Chorvatsko
- Knin, Chorvatsko
- Záhřeb, Chorvatsko
- Varaždin, Chorvatsko
- Karlovac, Chorvatsko
- Split, Chorvatsko